# Schack Carl von Rantzau

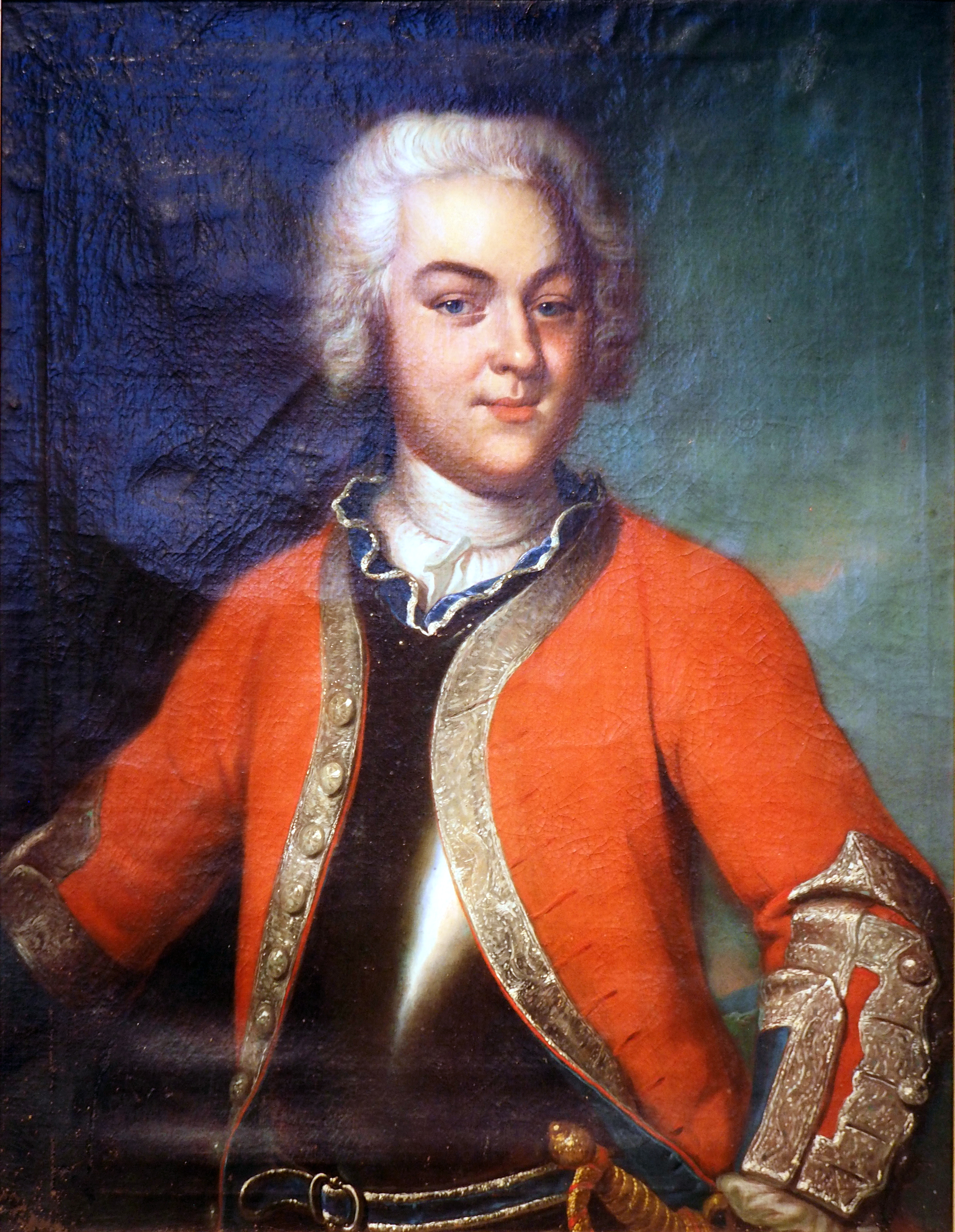
Schack Carl Rantzau (ca. 1770)

Schack Carl von Rantzau (* 11. März 1717 auf Gut Ascheberg in Ascheberg; † 21. Januar 1789 in Ménerbes, Südfrankreich) war ein holsteinischer Gutsbesitzer und dänischer Offizier und Reichsgraf, der in die Struensee-Affäre verwickelt war.

## Leben
Schack Rantzaus Vater war Hans zu Rantzau, der als Besitzer von Gut Ascheberg als erster Gutsherr im Herzogtum Holstein die Leibeigenschaft abschaffte. 1728 wurde er in den Grafenstand erhoben. Seine Mutter war Margarethe Hedwig (1702–1741), Tochter von Schack Brockdorff. Seine Eltern lebten seit 1733 getrennt.
1734 begann Rantzau seine Offizierslaufbahn, während der er an verschiedenen Orten Europas Kriegserfahrung machte. 1742 nahm er als Kapitän des königlich dänischen Grenadierregiments auf russischer Seite unter Ulrich von Löwendal an der Eroberung von Frederikshamn in Finnland teil. Anschließend folgte er Löwendal und kämpfte auf französischer Seite in Flandern.
1746 ernannte der neue dänische König Friedrich V. Rantzau zum Generaladjudant. Im folgenden Jahr heiratete er seine Cousine Catharina (1729–1791), die Tochter von Detlev Rantzau (1694–1781) und Adelheid Henriette von Ahlefeldt (1708–1730). Er machte schnell Karriere, doch machten ihn seine Versuche, Reformen durchzusetzen, bei seinen Vorgesetzten unbeliebt. Gleichzeitig führte sein Lebensstil einerseits zur Entfremdung von seiner Frau als auch zum finanziellen Ruin. 1756 musste er seinen Posten als Generalmajor quittieren. Um seinen Gläubigern zu entkommen, verließ er Dänemark. Mehrere Jahre reiste er durch Europa, ohne eine einträgliche Stellung zu finden, und hinterließ überall Gläubiger.
1760 kehrte Rantzau zu seiner Frau nach Ascheberg zurück. 1762 begab er sich auf eine inoffizielle Mission nach Sankt Petersburg, um mit Zar Peter III. zu verhandeln, wobei nicht ganz klar ist, wer der Auftraggeber dieser diplomatischen Reise war. Auf jeden Fall störte er die Pläne von Caspar von Saldern und Johann Hartwig von Bernstorff für eine friedliche Einigung Dänemarks mit Russland um das Herzogtum Holstein-Gottorf. Die Ehefrau des Zaren, Katharina II., sah in ihm einen Verbündeten ihres Mannes und damit einen Feind. Nach dem Sturz von Peter III. musste er Russland deshalb fluchtartig verlassen. Russland hasste er seitdem. Seine antirussische Einstellung führte dazu, dass er auch am dänischen Hof in Ungnade fiel.
Rantzau zog sich nach Altona zurück. Dort freundete er sich sowohl mit dem Arzt Johann Friedrich Struensee als auch mit dem Feldmarschall und Heeresreformator Claude-Louis de Saint-Germain und dessen Nachfolger Peter Elias von Gähler an.
Als 1766 Christian VII. auf den Thron gelangte, wurde Rantzau zum Generalleutnant und Chef des Leibregiments der Königin Caroline Mathilde ernannt und mit dem Dannebrogorden ausgezeichnet. Im folgenden Jahr wurde er auf Anregung von Saint-Germain kommandierender General in Norwegen. Doch bereits 1768 verlor er seine Stellung gegen den weit weniger respektablen Posten als Kommandant von Glückstadt. Er behielt jedoch Kontakt zum Hof, vor allem über Conrad Holck, den Günstling des Königs. Als er von diesem von der geplanten Europareise des Königs erfuhr, vermittelte er seinen Bekannten Struensee als Reisearzt. Struensees erste wichtige Dekrete, zu denen im September 1770 die Entlassung Bernstorffs gehörte, wurden bei einem Sommeraufenthalt des Königspaares auf Gut Ascheberg geplant. Rantzau hielt sich daher auch stets für den Hauptverantwortlichen von dessen Reformen. Doch entgegen seinen Hoffnungen auf einen einträglichen Posten bei Hof, der ihm Mitwirkung bei den Reformen ermöglicht hätte, wurde er mit der Stelle des 3. Deputierten des Kriegskollegiums abgespeist. Struensees Dekret, nach dem auch Adlige für Schulden gerichtlich verfolgt werden konnten, machte ihn schließlich zu dessen Feind. 
Auch wenn seine Rolle bei Struensees Sturz am 17. Januar 1772 eher gering war – er überbrachte nur der Königin Caroline Mathilde den Haftbefehl – ließ er sich als Retter des Staats feiern. Kurzfristig wurde er General der Infanterie, Staatsratsmitglied und Träger des Elefanten-Ordens, doch er blieb ohne politische Bedeutung und wurde bereits am 9. Juli 1772 auf russischen Druck entlassen und nach Holstein ausgewiesen. Er ließ sich in Frankreich nieder und lebte dort bis zu seinem Lebensende von der Pension, die ihm die dänische Regierung zahlte.